# Lipoprotein
Lipoproteiner er biokemiske aggregater eller komplekser, der består af både lipid og protein, og ofte også triacylglycerol, kolesterol og vitaminer. Mange enzymer, transportere, strukturelle proteiner, antigener og toxiner er lipoproteiner. Eksempler på lipoproteiner er HDL og LDL i blodet.

## Funktion
Lipiderne er ofte en essentiel del af komplekset, selvom de ikke selv har en egentlig katalytisk virkning. Alle celler bruger og er afhængige af fedt, og alle dyreceller bruger kolesterol som byggeblok for cellemembranerne.
Lipoproteinernes vigtigste funktion er at transportere stoffer rundt i kroppen som ellers ikke er opløselige i vand. Dette sker via blodet, som er et vandigt medium. Proteindelen af lipoproteinerne har ofte ladede grupper som vender ud mod overfladen og vandet; dette medvirker til at lipoproteinerne holdes i opløsning i blodet. Triglycerid-fedtstoffer og kolesterol opbevares indeni lipoproteinpartiklen, således at de er afskærmet fra vandet.
De interaktioner som proteinerne på partiklens overflade har med enzymer i blodet, med hinanden og med specifikke proteiner på overfladen af celler, bestemmer om triglycerider og kolesterol vil blive optaget i eller udskilt fra lipoproteinerne.

## Klassifikation
Lipoproteinerne klassificeres oftest efter deres massefylde. De fem hovedkategorier er:
- Chylomichroner – transporterer triacylglycerol (fedt) fra tarmene til leveren og til fedtvæv.
- Very low density lipoproteiner (VLDL) – transporterer (nysyntetiseret) triacylglycerol fra leveren til fedtvæv.
- Intermediate density lipoproteiner (IDL) – deres størrelse ligger et sted mellem VLDL og LDL. De kan normalt ikke detekteres i blodet.
- Low density lipoproteiner (LDL) – transporterer kolesterol fra leveren til kroppens celler. Disse kaldes sommetider "LDL-kolesterol" eller det "dårlige kolesterol", men er ikke ikke kolesterol, men transportør af det.
- High density lipoproteiner (HDL) – opsamler kolesterol fra kroppens væv, bringer det tilbage til leveren. Disse kaldes sommetider "HDL-kolesterol" eller det "gode kolesterol".

De førstnævnte i listen er de største aggregater, som indeholder meget fedt og lidt protein. De har derfor en lav massefylde, da fedt har mindre massefylde end protein. De sidstnævnte har høj massefylde og indeholder mere protein og mindre fedt.
HDL produceres i leveren og cirkulerer ud for at opsamle overskydende kolesterol og for at aflevere proteiner til andre lipoproteiner. HDL optages ofte i leveren igen og kolesterolen omdannes til galde og udskilles.